# Sihem Bensedrine

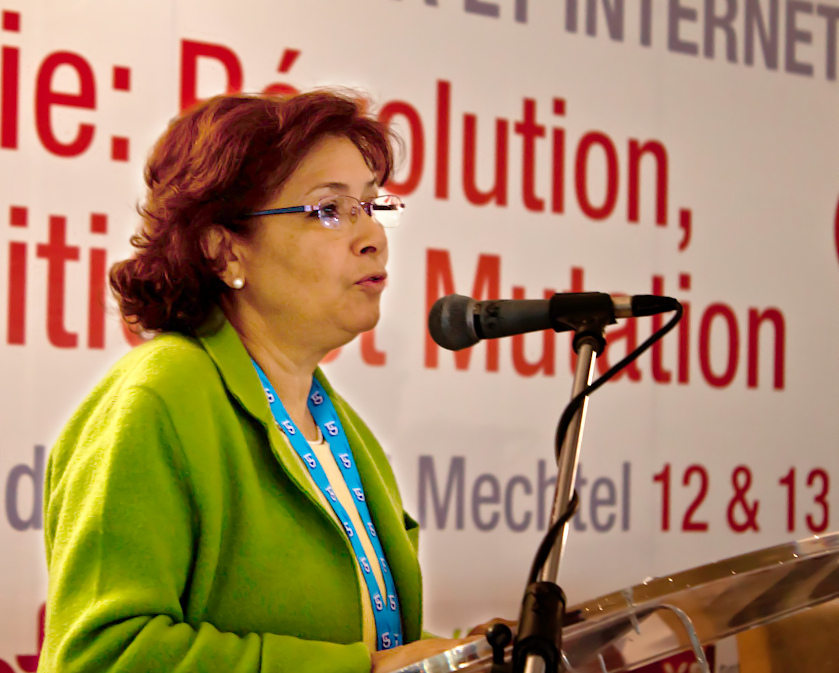

Sihem Bensedrine (arabisch سهام بن سدرين, DMG Sihām b. Sadrīn; * 28. Oktober 1950 in La Marsa, Tunesien) ist eine tunesische Journalistin und Menschenrechtsaktivistin. Sie arbeitete bei verschiedenen Tageszeitungen in Tunesien und war Chefredakteurin der von ihr mitgegründeten und unter dem Präsidenten Zine el-Abidine Ben Ali verbotenen Onlinezeitung „Kalima“. Unter Ben Ali wurde sie mehrfach inhaftiert.

## Leben und Wirken
Bensedrine setzte sich schon während ihres Philosophie-Studiums in Frankreich für die Etablierung von Meinungsfreiheit und Demokratie in ihrem Heimatland ein. Ab 1979 war sie in der tunesischen Liga für Menschenrechte aktiv, die später verboten wurde. Ab 1980 arbeitete sie als Journalistin und Redakteurin für verschiedene Tageszeitungen. Seit 1980 ist sie Mitglied der Vereinigung tunesischer Journalisten l'Association des journalistes tunisiens.
1985 war sie Mitbegründerin der feministischen Zeitschrift Nissa. Mit der zunehmenden Zensur in Tunesien und Repressionen gegen kritische Journalisten wurde sie in den 1990er Jahren zur Gegnerin des Präsidenten Ben Ali und berichtete über Korruption und Folter. 1999 gründete sie die Zeitschrift Kalima und versuchte, ein unabhängiges Zeitungsprojekt zu etablieren. Die Zeitschrift bekam jedoch keine Lizenz der Regierung, konnte nicht gedruckt werden und wurde verboten. Das Projekt wurde später als Online-Journal weitergeführt. Sie war auch an Verlagsgründungen beteiligt, die jedoch von staatlicher Repression betroffen waren und wieder geschlossen werden mussten.
Durch die kritische Berichterstattung war Bensedrine Diffamierungskampagnen in den staatlichen Printmedien ausgesetzt und wurde mehrmals inhaftiert. Sie warf der tunesischen Regierung Folter vor. Im Jahr 2004 wurde sie unter Beteiligung privater Medien in einer Hetzkampagne öffentlich diffamiert und unglaubwürdig gemacht. 2009 musste sie vorübergehend ins Exil gehen. Sie erhielt ein Stipendium der „Hamburger Stiftung für politisch Verfolgte“.
Neben ihrer journalistischen Arbeit engagierte sich Bensedrine weiter für Menschenrechte, so gründete sie mit anderen den Nationalen Rat für Freiheit in Tunesien (Conseil national pour les libertés en Tunisie), der von 1999 bis zum 28. Februar 2011 verboten war. Unter anderem bei der „Tunesischen Vereinigung Demokratischer Frauen“ engagierte sie sich für Frauenrechte.
Nach der Tunesischen Revolution ging sie Anfang 2011 zurück nach Tunesien. Von 2015 bis 2019 war Bensedrine Präsidentin der Wahrheitskommission, die Menschenrechtsverbrechen der Diktaturen von 1955 bis 2011 dokumentieren und eine rechtliche Aufarbeitung ermöglichen sollte.
Laut einer Anklage aus dem Jahr 2021 soll Bensedrine im Abschlussbericht der Wahrheitskommission den Vorwurf der Korruption gegen die „Banque franco-tunisienne“ erhoben haben, weil sie dafür bestochen worden sei. Im März 2023 wurde ein Ausreiseverbot über sie verhängt.

## Privates
Sihem Bensedrine ist mit dem Journalisten und Menschenrechtsaktivisten Omar Mestiri verheiratet und Mutter dreier Kinder.

## Ehrungen
- 2002: Johann-Philipp-Palm-Preis für Meinungs- und Pressefreiheit
- 2004: International Press Freedom Award der Journalistenorganisation Canadian Journalists for Free Expression
- 2006: Freedom of Expression Award der Organisation Index on Censorship, Sparte Journalismus (Hugo Young Award For Journalism)[4]
- 2008: Preis der dänischen Friedensstiftung „Fredsfonden“ für ihr Eintreten für Menschenrechte und Demokratie in der arabischen Welt
- 2009: Freedom to Publish Prize der Internationalen Verleger-Union[5]
- 2010: Concordia-Preis
- 2011: Ibn-Rushd-Preis

## Schriften
- Besiegte Befreite. Eine arabische Journalistin erlebt den besetzten Irak. Aus dem Französischen von Ursel Schäfer. Kunstmann, München 2004, ISBN 3-88897-362-7.
- mit Omar Mestiri: Despoten vor Europas Haustür. Warum der Sicherheitswahn den Extremismus schürt. Aus dem Französischen von Ursel Schäfer. Kunstmann, München 2005, ISBN 3-88897-397-X. (Eine Analyse der politischen Situation der nordafrikanischen Staaten Libyen, Tunesien, Algerien und Marokko)